# 美國國防部中國特別工作組

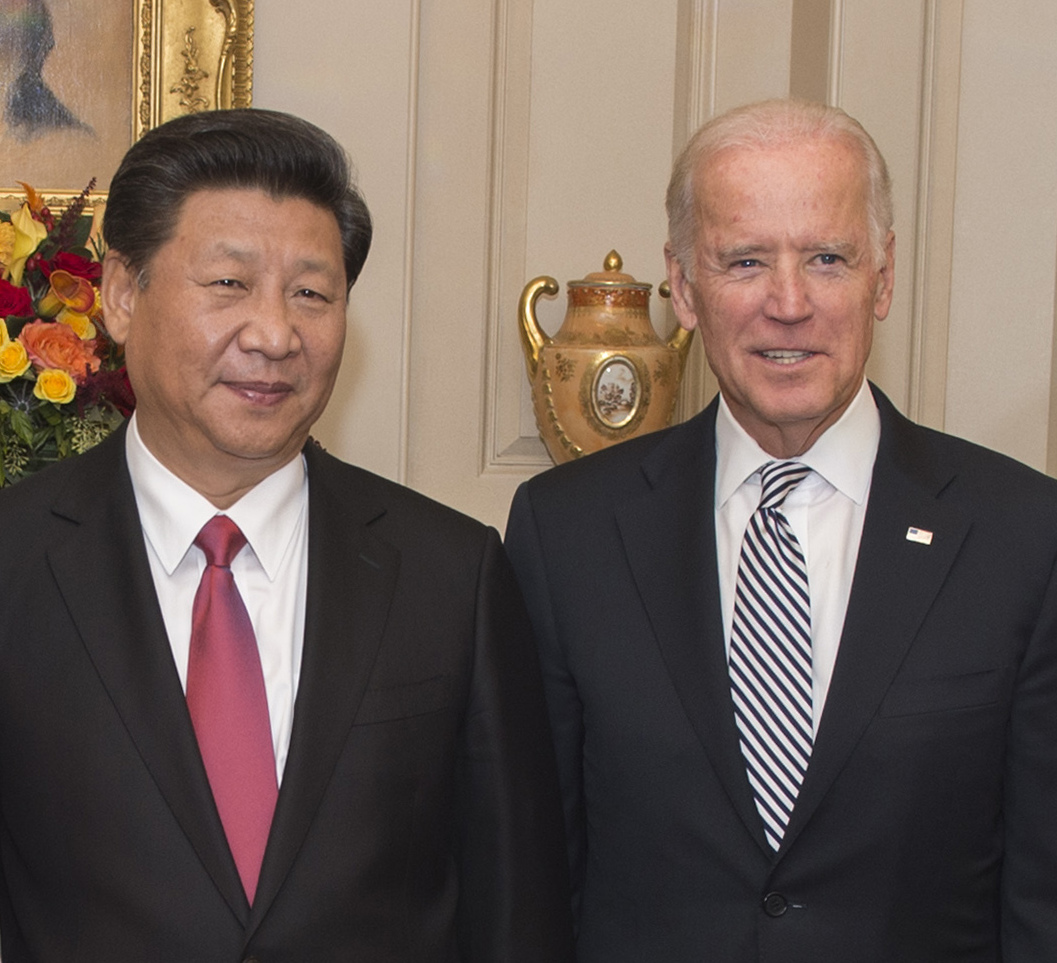
2015年，中國領導人習近平和時任美國副總統喬拜登。拜登在2021年宣布國防部中國特別工作組，拜登表示這將幫助美國“贏得未來的競爭”。習近平表示，中國尋求合作，但對抗將是災難性的。

美國國防部中國特別工作組由美國總統喬·拜登於2021年2月10日宣布。拜登表示，該工作組將幫助美國與中國“贏得未來的競爭”。據國防部新聞社報導，該工作組將由美國國防部長勞埃德·奧斯汀三世的助理伊利·拉特納領導。在工作組宣布當天，中國領導人習近平表示，中國尋求與美國的合作，但這種對抗“對兩國和世界來說絕對是災難性的”。